# CNP-300
O CNP-300 é um reator nuclear de água pressurizada desenvolvido pela China National Nuclear Corporation.
Ele é o primeiro projeto de reator nuclear comercial da China.
O reator tem uma capacidade térmica de 999 MW e potência elétrica bruta de 325 MW, com uma produção líquida de eletricidade de cerca de 300 MW.
O desenvolvimento do reator começou em 1970, com base em um reator projetado para uso em submarinos.
O primeiro CNP-300 iniciou suas operações na Usina Nuclear de Qinshan em 1991.
O CNP-300 foi o primeiro Chinês reator nuclear a ser exportado, com a instalação da primeira unidade na Usina Nuclear de Chashma, no Paquistão.
A unidade começou a operar em 2000.
Outra unidade foi concluída em 2011 e outros dois reatores  estão em construção na mesma usina.